# UNALS
L'UNALS ou Union Nationale des Associations de Lutte contre le Sida rassemble les associations françaises de lutte contre le sida.